# Chevrolet SS (концепт-кар)

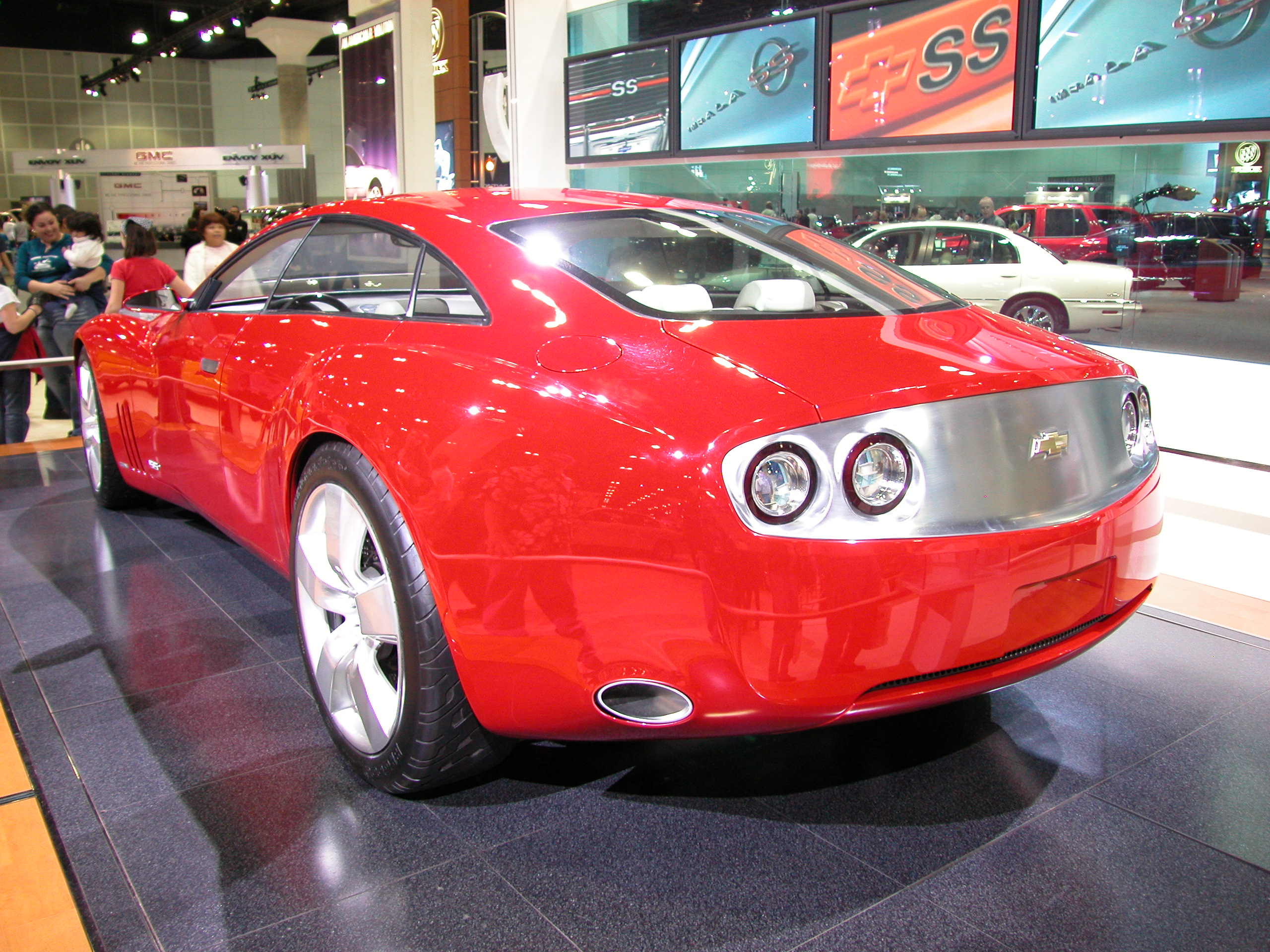
Вид сзади

Chevrolet SS — концепт-кар, представленный в 2003 году подразделением Chevrolet компании General Motors.

## Описание
Впервые Chevrolet SS был представлен в 2003 году на Североамериканском международном автосалоне. Его дизайн представляет собой смесь стилей и стилевых приёмов современных спорткаров и маслкаров.
Автомобиль имел виниловые и кожаные сиденья, включая функции от старых маслкаров Chevrolet, такие как подковообразный переключатель передач. Также были добавлены современная электроника и такие функции, как DVD-плеер и звуковая система со спутниковым радио.

## Технические характеристики
Chevrolet SS оснащён 6,0-литровым полностью алюминиевым двигателем V8 мощностью около 321 кВт (436 л. с.) и крутящим моментом 583 Н⋅м. Подвеска была настроена на производительность. Выхлопные трубы, интегрированные в бамперы, были похожи на выхлопные трубы исторических маслкаров. Первоначально в автомобиле применялся 8,0-литровый двигатель мощностью 634 кВт (862 л. с.).